# Findorff-Siedlungen

Karte der angelegten Siedlungen und Kanäle, 1795, von Friedrich Findorf (Neffe und Nachfolger J. C. Findorffs)

Als Findorff-Siedlungen werden diejenigen Siedlungen der staatlichen Moorkolonisation zwischen Weser und Elbe bezeichnet, die in den dortigen Hochmooren nach den Vorgaben des Gutachtens des Kammersekretärs Augsburg und des Oberamtmanns Jacobi aus dem Jahr 1749 durch die königliche Regierung, vertreten durch die Rentkammer, errichtet worden sind. Die ersten beiden Siedlungen Neu St. Jürgen und Wörpedorf wurden 1751 in Angriff genommen und die letzten Gründungen erfolgten bis etwa 1860. Jürgen Christian Findorff hat an den ersten Siedlungen nicht mitgewirkt und ist erst allmählich in die Konzeption und praktische Ausführung hineingewachsen. Die erste Siedlung, an der er nachweislich mitgewirkt hat, war ab 1759 Ostersode. Dies war die fünfte Siedlung. Findorff starb 1792 und auch die nach ihm entstandenen Siedlungen werden nach ihm benannt. Dabei handelt es sich um ca. 100 Siedlungen.

## Merkmale der Siedlungen
Die Findorff-Siedlung ist ein "Breitstreifen-Reihendorf mit Hofanschluss (Hufendorf)" und "ergab sich mehr oder weniger zwangsläufig aus der Technik, Land für Siedlungszwecke zu vermessen". Im Idealfall war die Siedlung so angelegt, dass die Häuser am Rande des Hochmoores auf dem Trockenen standen und die Hufen über Gräben in den Kanal entwässert wurden, der in einen Bach mündete. An diesem lagen dann auch die Vorweiden für das Vieh. Ihre Größe betrug 50 Calenberger Morgen (2621 m²). Im Gegensatz zu den Fehnsiedlungen, die an den zuvor gegrabenen schiffbaren Kanälen und abgetorften Flächen gebaut wurden, entstanden die Findorff-Siedlungen in den Hochmooren, die in „heiler Haut“ dalagen. Unter Anleitung mussten die Siedler selber die Abzugsgräben in die Vorfluter (Bäche und Flüsse) und die Grenzgräben ausstechen. Da die Abzugsgräben erst Schritt für Schritt auf die notwendige Breite und Tiefe gebracht werden konnten, mussten die Ansiedler das Baumaterial für ihre Hütten und Häuser auf dem Rücken ins Moor bringen. Nicht einmal für Schubkarren war das Moor befahrbar. Darum konnten zunächst auch nur recht primitive Katen errichtet werden. Erst später war auf den Gräben Torfkahnschifffahrt möglich.

## Die Planungen

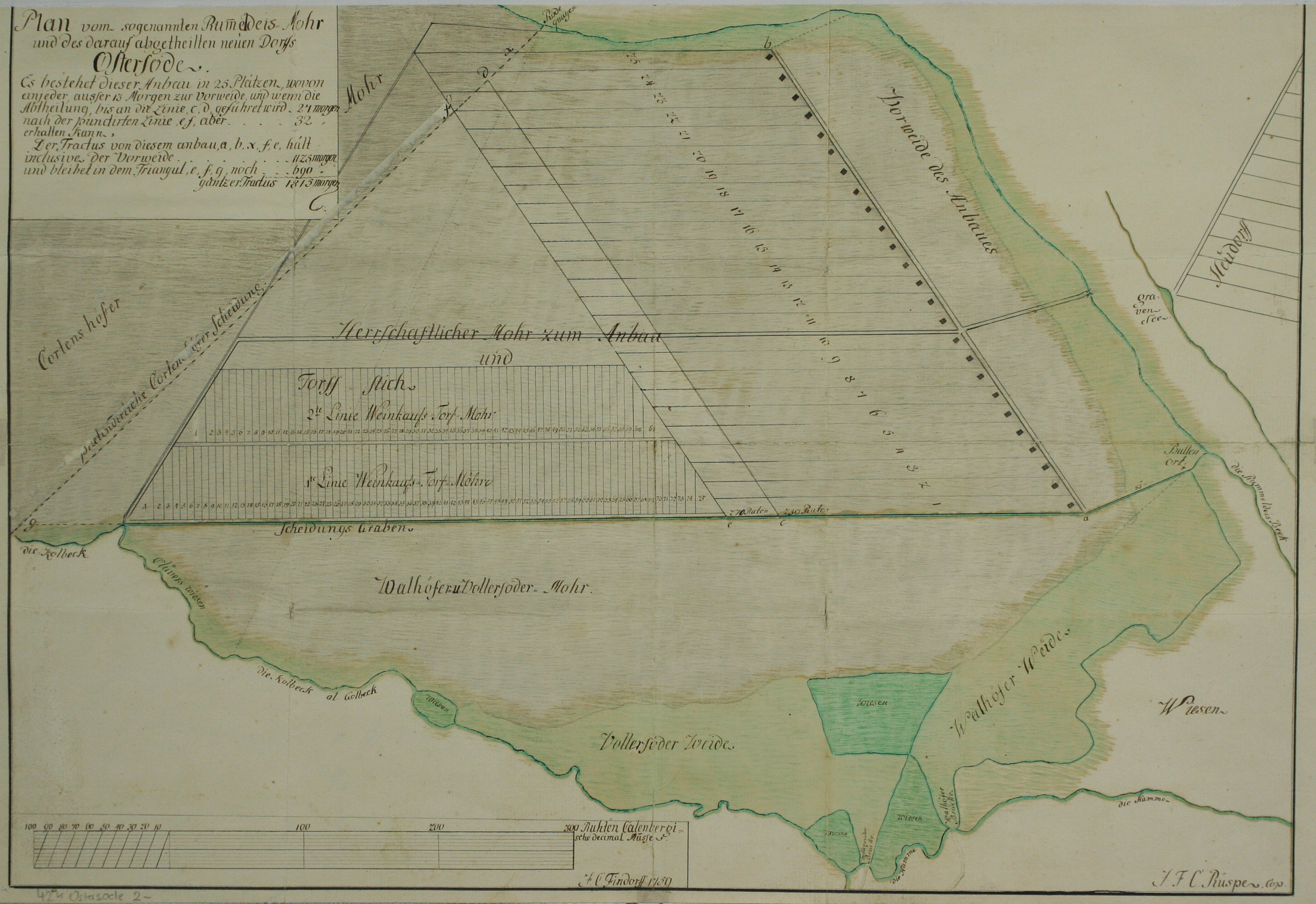
Plan vom sog. Rummeldeis Moor und des darauf aufgeteilte neue Dorf Ostersode in 25 Plätze

Aufgrund des Drucks durch die ungeordnete Besiedlung der Moore baten die Amtmänner der Ämter mit Moorgebieten (Ottersberg, Lilienthal, Bremervörde und Osterholz) die Königliche Kammer in Hannover zu handeln. 1742 besucht der Geheime Rat Diede zum Fürstenstein das Kurze Moor östlich der Wörpe und überzeugte sich, dass Ackerbau im Moor möglich ist. Der Lilienthaler Amtmann Anton Friedrich Meiners fertigte zu dieser Thematik noch im selben Jahr ein umfangreiches Gutachten an. Im März 1749 war die Vermessung der Moore bewerkstelligt. Um die Grenzverhandlungen mit den Geest- und älteren Moordörfern zur Planung der neuen Ansiedlungen führen zu können, wurden der Oberamtmann Jacobi aus Springe und der Kammersekretär Augspurg von der Königlichen Kammer in Hannover in das Moor geschickt, um die dortigen Verhältnisse zu erkunden. Aus ihrem Bericht ging hervor, dass die Grenzverhandlungen sehr schwierig und nicht konfliktfrei sein würden. Die Kammer und die Regierung in Stade erarbeiten am 22. und 23. August 1749 im Schloss Agathenburg Richtlinien für die Besiedlung der Moore. Am 20. Dezember wurden die Amtmänner Arnold Friedrich Meyer (Bremervörde) und Konrad Friedrich Meiners (Osterholz) mit der Aufgabe der Besiedlung der Moore betraut. Ihre erste Aufgabe waren die Grenzverhandlungen mit den Geestrandgemeinden. Für die konkrete Planung der Ansiedlungen hatte die Rentkammer in Hannover die „Instructionen wegen Behandlung und Ausführung der Moorkultur und Betriebsangelegenheiten“ erlassen.

## Die ersten Ansiedlungen
Zwischen dem 1. und 4. August 1751 sollten sich die Bewerber für die neuen Ansiedlungen in Hüttenbusch einfinden. Sie hatten noch die freie Wahl und wollten gerne am Abelhüttenberg hinter Hüttenbusch und an der Wörpe siedeln. Die Amtmänner waren damit einverstanden. So entstanden Neu St. Jürgen und Wörpedorf und wurden mit 96 Stellen bis zum Herbst 1752 besetzt. In Eickedorf konnten erst viele Jahre später alle Stellen besetzt werden. Die vierte Siedlung Heudorf wurde in ihren Anfängen sehr stark durch den hartnäckigen und handgreiflichen Widerstand der Breddorfer beeinträchtigt, sodass hier erst 1755 die Arbeiten begonnen werden konnten und immer wieder gestört wurden. Vgl.

## Jürgen Christian Findorff und die Siedlungstätigkeit
Den ersten Nachweis für die Tätigkeit Findorffs im Moor stellt eine "General-Charte von denen im Ambte Ottersberg, Lilienthal, Osterholz und Bremervörde belegenen incultivierten Möhren" dar, die er 1753 kopiert hat. Er war Kondukteur und sehr vielseitig einsetzbar. 1756 hatte er die Bauaufsicht bei der Worpsweder Kirche.
1759 wurde Findorff Amtsvogt in Neuenkirchen und ist bei den Planungen zur fünften Ansiedlung Ostersode von Anfang an dabei. Diese beginnen mit den sehr schwierigen Verhandlungen des Geheimen Rats von Bremer, der sich als Vertreter der Kammer in Hannover seit 1755 sehr stark in die Moorkolonisation eingeschaltet hatte, mit den Einwohnern von Vollersode und Wallhöfen. Dazu hatte Findorff eine Skizze angefertigt und sollte den Verhandlungspartner auch an Ort und Stelle die Gegebenheiten erklären. Nach Abschluss der Verhandlungen wird das Amt Osterholz durch die Kammer mit dem Bau der Ansiedlung beauftragt. Auf Anweisung der Kammer soll Findorff unter der Aufsicht des Amtes die Grabungen für die Scheidungs-, Grenz- und Abwässerungsgräben übertragen werden. Laut einer von Findorff gestellten Rechnung ist dies in der Zeit vom 11. – 18. Juni 1760 geschehen. Findorff hat den Anbauern die ihnen mit dem Los zugeteilten Bauplätze am 11. und 12. August zugewiesen. Bei den dann folgenden Gründungen von Rautendorf und Schmalenbeck hat Findorff dann schon mehr Verantwortung übernommen. Das hing wohl auch mit dem dort schwächeren Amtmann im Amt Ottersberg zusammen.
Ostendorf wurde im Jahr 1764 in eigener Regie des Amtes Bremervörde gegründet. Anlässlich der Moorkonferenz 1765 schlug das Amt Bremervörde zur Vermessung des Ostemoores den Ingenieurleutnant Wape vor. Aber Findorff übernahm die Arbeit selbst, offenbar weil es ihn reizte, nun ein größeres Gebiet aufgrund seiner gewonnenen Erfahrungen mit dem von ihm nun erarbeiteten Konzept zu besiedeln. Im Sommer 1767 nimmt er die Vermessung vor. 1777 entstehen Mehedorf und 1780 Iselersheim, Hönau und Neuendamm (Amt Brv).
Im Jahr 1769 entstanden die Ausarbeitungen zu allen Themen der Moorbesiedlung, die später unter dem Namen „Moorkatechismus“ zusammengefasst worden sind. Sie zeigen, wie kenntnisreich nun Findorff seine Arbeit im Moor angeht. 1772 wird Findorff zum Moorkommissar ernannt und erhält damit eine feste Anstellung und ab 1775 ein Gehalt in Höhe von 300 Reichstalern jährlich.
Die Moorkolonisation im Hellweger oder Tüchtener Moor war das letzte größere Vorhaben, dem sich Findorff widmete. Das um die heutige Ortschaft Posthausen gelegene Moor wurde 1785 von Findorff untersucht. 1790 und 1791 besuchte er mehrere Male das dortige Moor, um die Besiedlung in Gang zu bringen. Der Besuch im Hellweger Moor am 1. und 2. November war Findorffs letzte Außenarbeit. 1792 wurden Wümmingen, Rothlake und Posthausen gegründet. Wie schon in der Zeit vor Findorffs Tod, so entstanden auch noch nach seinem Tod in den Mooren zwischen Bremen und Bremervörde Siedlungen nach seinen Plänen im Rahmen der kurhannoverschen Moorkolonisation, so z. B. Augustendorf im Jahr 1828.

## Anzahl der Findorff-Siedlungen
Die Anzahl der Findorff-Siedlungen bemisst sich danach, welche Siedlungen im Rahmen der kurhannoverschen Kolonisation in den Mooren zwischen Weser und Elbe gegründet und staatlicherseits dann unter Aufsicht standen. Auskunft darüber geben der Anhang III "Tabellarische Nachricht vom Zustande der Moorkultur in nachbenannten vier Ämtern des Herzogtums Bremen im Jahre 1824", die Karte "General Charte der in den Herzoglich Bremen und Verdenschen Aemtern und Gerichten Ottersberg, Osterholz, Lilienthal, Bremervörde, Rotenburg und Achim belegenen Mööre", von Friedrich Findorf 1795. Ergänzt werden die dort zu findenden Angaben durch die Selbstauskunfte in Frage stehender Siedlungen (z. B. Meinershagen und Augustendorf). Die getroffene Abgrenzung stimmt im Wesentlichen mit der von Müller-Scheessel vorgenommenen überein.